# Lac Déziel (réservoir Gouin)
Pour les articles homonymes, voir Déziel.
Le lac Déziel est un plan d'eau douce dans la partie est du réservoir Gouin, dans le territoire de la ville de La Tuque, dans la région administrative de la Mauricie, dans la province de Québec, au Canada.
Ce lac s’étend dans les cantons de Déziel et de Brochu.
Les activités récréotouristiques constituent la principale activité économique du secteur. La foresterie arrive en second.
Diverses routes forestières secondaires desservent les alentours du lac Déziel pour accommoder les activités récréotouristiques et la foresterie de la rive est du réservoir Gouin. Ces routes forestières se connectent à l'est à la route 451 qui passe à l'est du lac Berlinguet et qui relie vers le sud le barrage Gouin et en passant au barrage La Loutre.
La surface du lac Déziel est habituellement gelée de la mi-novembre à la fin avril, toutefois la circulation sécuritaire sur la glace se fait généralement du début décembre à la fin de mars.

## Géographie
Les bassins versants voisins du lac Déziel sont :
- côté nord : lac de la Grosse Pluie, rivière Wapous, décharge des lacs de l’Antenne et Fraser, ruisseau Barras, lac Magnan (réservoir Gouin), ruisseau Verreau ;
- côté est : rivière Wapous, lac du Déserteur (réservoir Gouin), lac Faguy, rivière Wabano Ouest ;
- côté sud : lac Minikananik, lac Pep, lac Brochu (réservoir Gouin), baie du Lion d’Or, rivière de la Galette (réservoir Gouin), rivière Jean-Pierre (réservoir Gouin) ;
- côté ouest : lac Brochu (réservoir Gouin), lac Kaackakwakamak.

D’une longueur de 8,9 km, le lac Déziel comporte deux émissaires : l’un à l'ouest et l’autre au sud. Ce lac se caractérise par (sens horaire) :

### Côté Ouest
- un détroit de 4,0 km qui constitue un émissaire et qui relie vers l'ouest ce lac au Petit lac Brochu ;

### Côté Nord
- la décharge (venant du nord) des lacs de l’Antenne et Fraser ;

### Côté Est
- la rivière Wapous (venant du nord-est) et se déversant dans une baie s’étirant sur 2,9 km vers le nord-est. Note : la zone au nord-est de cette baie comporte une étendue de marais et une fondrière à filaments ;
- la décharge du lac du Déserteur (réservoir Gouin) (venant de l’est). Note : la partie sud de ce lac comporte une montagne dont le sommet atteint 626 km du côté sud ;
- une presqu’île s’étirant vers le nord sur 5,8 km et séparant le lac Déziel et le lac du Déserteur (réservoir Gouin) ; cette presqu’île comporte un sommet de montagne (de 481 m) à 0,6 km de la rive.
- une baie s’étirant sur 2,1 km vers le sud-est, désignée lac Minikananik ;

### Centre
- un archipel au centre du lac.

La confluence du lac Déziel avec le lac Brochu (réservoir Gouin) est localisée du côté sud-ouest du plan d’eau à :
- 47,5 km à l'est du centre du village de Obedjiwan lequel est situé sur une presqu’île de la rive nord du réservoir Gouin ;
- 31,2 km au nord-ouest du barrage Gouin ;
- 80,9 km au nord-ouest du centre du village de Wemotaci (rive nord de la rivière Saint-Maurice) ;
- 172 km au nord-ouest du centre-ville de La Tuque ;
- 282 km au nord-ouest de l’embouchure de la rivière Saint-Maurice (confluence avec le fleuve Saint-Laurent à Trois-Rivières)[1].

À partir de l’embouchure Sud du lac Déziel, le courant coule sur 38,0 km jusqu’au barrage Gouin, en traversant la partie sud-est du lac Brochu (réservoir Gouin) et la baie Kikendatch. À partir de ce barrage, le courant emprunte la rivière Saint-Maurice jusqu’à Trois-Rivières.

## Toponymie
Le toponyme lac Déziel évoque l’œuvre de vie de monseigneur Joseph-David Déziel (Maskinongé, 1806 ‑ Lévis, 1882). Il a exercé son ministère dans différentes paroisses, puis dans celle de Notre-Dame-de-la-Victoire en 1851, à titre de curé fondateur. Outre cette fondation, on lui doit également celles du collège de Lévis (1853), du couvent de Lévis pour filles (1858), de l'hospice Saint-Michel pour les prêtres âgés (1858) et d'un hospice-orphelinat pour les jeunes filles (1879). 
Le toponyme lac Déziel a été officialisé le 18 novembre 1935 par Commission de géographie du Québec et le 5 décembre 1968 par la Commission de toponymie du Québec, soit à sa création de cette dernière.